# Rafał Galuba
Rafał Galuba – polski historyk, dr hab. nauk humanistycznych, profesor nadzwyczajny Instytutu Historii Wydziału Historii Uniwersytetu im. Adama Mickiewicza w Poznaniu.

## Życiorys
1 grudnia 1997 obronił pracę doktorską Polsko-ukraiński konflikt o Galicję Wschodnią w latach 1918-1923, 28 czerwca 2013 habilitował się na podstawie pracy zatytułowanej Archiwa państwowe w latach 1918-2011. Podstawy prawne działalności. Otrzymał nominację profesorską. Został zatrudniony na stanowisku adiunkta w Instytucie Historii na Wydziale Historii Uniwersytetu im. Adama Mickiewicza.
Objął funkcję profesora nadzwyczajnego w Instytucie Historii na Wydziale Historii Uniwersytetu im. Adama Mickiewicza w Poznaniu.